# 나운규 일생
《나운규의 일생》은 한국에서 제작된 최무룡 감독의 1967년 드라마 영화이다. 최무룡 등이 주연으로 출연하였고 홍의선 등이 제작에 참여하였다.

## 출연
- 최무룡
- 엄앵란
- 김지미
- 박암
- 조미령
- 김민자

## 기타
- 원작자: 최성규
- 조명: 서병수
- 미술: 임명선